# Андерсен, Клара
Клара Элисабет Андерсен (дат. Clara Elisabeth Andersen; 13 мая 1826 — 28 августа 1895) — датский драматург и писатель. Благодаря своим многочисленным пьесам, она стала самой успешной датской женщиной-драматургом XIX века. Её «Роза и Розита» (дат. Rosa og Rosita, 1862) была исполнена более ста раз в Королевском театре Дании. Она оставалась неизвестной широкой публике в течение всей своей жизни, поскольку её пьесы писались анонимно, а романы и рассказы публиковались под псевдонимом Пол Уинтер (Paul Winther).

## Биография
Клара Элисабет Андерсен родилась в Копенгагене 13 мая 1826 года в семье музыканта Каспера Генриха Бернхарда Андерсена, игравшего на валторне в Королевском театре, и актрисы Биргитты Андерсен, выступавшей там же.
Андерсен начала писать пьесы ещё в юности. В 1848 году она послала свою работу «En Evadatter» поэту Хенрику Херцу, который призвал её продолжить писать. Она познакомилась с драматургом Фредериком Хёэттом, который поставил её пьесу в Королевском придворном театре (Hofteatret) в 1855 году. Она стала одной из самых популярных пьес, написанных женщиной, и также хорошо была принята критиками. Её самая успешная пьеса «Роза и Розита» была поставлена в Королевском театре Дании в 1862 году, она прошла на сценах Вены, Берлина, Бреслау и Кристиании. К другим известным её работам относятся «Завещание Вельгьере» (дат. En Velgørers Testamente, 1858), «История театра при Людвиге XIV» (дат. En Teaterhistorie under Ludvig den XIV, 1862), «Полезный дядя» (дат. En nyttig Onkel, 1870), «Зелёный день рождения» (дат. Grøns Fødselsdag, 1870), «Самые счастливые дети» (дат. De lykkeligste Børn, 1871) и «Правда и неправда» (дат. Sandt og Usandt, 1873). Большинство из них были поставлены в Королевском театре и были хорошо приняты.
Под своим псевдонимом Пол Уинтер, она опубликовала сборник рассказов «Рассказ» (дат. Noveller) в 1855 году, а также роман «Каштановая лента» (дат. Kastaniebaandet) в 1861 году.
В последующие годы Клара Андерсен жила одна в Венском пансионе, но продолжала интересоваться театром. Она умерла в Копенгагене 28 августа 1895 года, будучи всё ещё неизвестной в качестве драматурга. Андерсен завещала значительную сумму на благотворительность.